# Getz/Gilberto Vol. 2
Getz/Gilberto Vol. 2, estilizado como Getz/Gilberto #2, es un álbum en vivo del saxofonista estadounidense Stan Getz con el guitarrista y cantante brasileño João Gilberto, grabado en un concierto en el Carnegie Hall de Nueva York el 9 de octubre de 1964. Producido por Creed Taylor bajo el sello Verve Records, fue lanzado en abril de 1966.
Aunque su nombre sugiere ser una versión en vivo del álbum Getz/Gilberto de 1964, ninguna de las canciones de su lanzamiento original habían sido grabadas por el dúo. En la versión con bonus tracks se incorporan colaboraciones con Astrud Gilberto, entre ellas "The Girl from Ipanema" y "Corcovado", que sí formaron parte del repertorio del álbum de 1964.
Getz/Gilberto #2 recibió críticas positivas, pero no tuvo éxito comercial.

## Antecedentes y desarrollo
Después del enorme éxito del álbum Getz/Gilberto y el sencillo "The Girl from Ipanema" en 1964, Stan Getz y João Gilberto se reunieron en un famoso concierto celebrado el 9 de octubre del mismo año en el Carnegie Hall de Nueva York.
Producto de las diferencias artísticas entre ambos músicos durante las grabaciones de Getz/Gilberto, para este concierto trabajaron por separado. Getz asistió al evento con su nuevo cuarteto, conformado por Gary Burton en el vibráfono, Gene Cherico en el contrabajo y Joe Hunt en la batería. Por su parte, Gilberto proveyó la guitarra y la voz principal y fue acompañado por Helcio Milito en la batería y Ketter Betts en el contrabajo. Betts ya había trabajado previamente con Getz, para el álbum Jazz Samba de 1962 con el guitarrista Charlie Byrd.
El momento cúlmine del concierto es la reunión entre Getz y João para acompañar a la vocalista Astrud Gilberto en la interpretación de cinco canciones, entre ellas "The Girl from Ipanema" y "Corcovado", dos de las más conocidas de Getz/Gilberto. Sin embargo, estas pistas no serían lanzadas en la versión original del LP.

## Contenido
Con la excepción de "The Girl from Ipanema" y "Corcovado", ninguna de las canciones pertenecen al álbum Getz/Gilberto de 1964.
Los primeros cuatro temas fueron grabados por Getz con su cuarteto con Gary Burton, Gene Cherico y Joe Hunt.
"Grandfather's Waltz" es la primera canción del concierto. Compuesta por el trompetista sueco Lars Färnlöf para Monica Zetterlund bajo el nombre "Farfars vals" en 1963. La versión en inglés fue traducida por Gene Lees. En los créditos del álbum el trompetista fue acreditado como Lasse Farnlof.
"Tonight I Shall Sleep with a Smile on My Face" fue escrita por Duke Ellington, Mercer Ellington e Irving Gordon, y grabada por Tommy Dorsey y Duke Ellington and His Famous Orchestra en 1945.
"Stan's Blues" fue compuesta por Getz para esta ocasión. Es una de las pocas incursiones del saxofonista en composición.
"Here's That Rainy Day" cierra el lado A y es una canción popular con música de Jimmy Van Heusen y letras de Johnny Burke, publicada en 1953. Fue grabada por Dolores Gray para el musical de Broadway Carnival in Flanders. Getz ya había grabado esta canción con Astrud Gilberto en mayo de 1964, para el álbum en vivo Getz Au Go Go.
Las siguientes seis canciones fueron interpretados por Gilberto en compañía de Keter Betts y Helcio Milito.
El lado B inicia con "Samba da minha terra". Compuesta y grabada por Dorival Caymmi en 1957 para su álbum Eu vou p'ra Maracangalha.
"Rosa Morena" es la segunda samba del álbum, y también fue compuesta y grabada por Caymmi para su disco Sambas de Caymmi de 1955.
"Un abraço no Bonfá" fue compuesta por el mismo Gilberto, y grabada originalmente en 1960 para su álbum O amor, o sorriso e a flor. Es un tributo al compositor y guitarrista brasileño Luiz Bonfá, figura clave del jazz brasileño y la bossa nova gracias a la música que creó para la película Orfeo negro de 1959, la cual ayudó a la popularización del género. Getz había trabajo con Bonfá en 1963 para el álbum Jazz Samba Encore!.
"Bim Bom" también es original de Gilberto, y la grabó por primera vez en 1959 para su álbum Chega de Saudade. Este disco es considerado uno de los más influyentes en la historia de la música brasileña y uno de los primeros LP de bossa nova en el país.
"Meditation" fue compuesta por Antônio Carlos Jobim y Newton Mendonça en 1960 bajo el título "Meditação", y grabada por Gilberto para su disco O amor, o sorriso e a flor. Las letras en inglés fueron escritas por Norman Gimbel. A pesar de que el álbum registró la canción por su nombre en inglés y acreditó a Gimbel como coautor, fue interpretada en portugués.
"O pato" es la canción que cierra el disco. Con letra y música de Jayme Silva y Neuza Teixeira. Fue grabado por Gilberto para el mismo álbum que "Um abraço no Bonfá" y "Meditação". La versión en inglés fue traducida por Jon Hendricks como "The Duck". En el disco fue titulada "O Pato (The Duck)" y acredita a Hendricks como coautor, aunque fue grabada en portugués.
Las otras cinco canciones fueron grabadas por Getz y su cuarteto, João en guitarra y voz, y Astrud como vocalista principal.
"It Might as Well Be Spring" es una canción de la película de 1945 State Fair, con música de Richard Rodgers y letra de Oscar Hammerstein II, y ganadora del Óscar a la mejor canción original ese mismo año. La versión de Getz/Gilberto #2 también fue lanzada en Getz Au Go Go en diciembre de 1964.
"Only Trust Your Heart" fue grabada en 1957 por Dean Martin y Joni James (de forma independiente), escrita por Sammy Cahn y Benny Carter.
"Corcovado" es original del álbum O amor, o sorriso e a flor (1960) de Gilberto y compuesta por Antônio Carlos Jobim. Las letras en inglés fueron escritas por Gene Lees, y los tres artistas la habían grabado para Getz/Gilberto en marzo de 1963.
"Garota de Ipanema (The Girl from Ipanema)" también fue grabada por los artistas para el mismo álbum que "Corcovado", y fue Top 5 en Estados Unidos en 1964. Con música de Jobim, letras en portugués de Vinícius de Moraes y letras en inglés de Gimbel, fue interpretada por primera vez en 1962 por Pery Ribeiro íntegramente en portugués.
"Você e eu" es la última canción del concierto. Escrita por de Moraes y Carlos Lyra, fue interpretada originalmente en 1960 por Lyra, quien se convirtió en otra influyente figura de la bossa nova y la MPB (música popular brasileira), y junto con Jobim fueron los principales compositores del álbum Chega de Saudade de Gilberto en 1959.

## Carátula
La pintura de la portada es obra de la artista puertorriqueña Olga Albizu, una de las pioneras del expresionismo abstracto en Nueva York y su natal Puerto Rico.
Otros trabajos de Albizu también fueron usados en la carátula de otros álbumes de Getz, tales como Jazz Samba, Big Band Bossa Nova, Jazz Samba Encore!, Getz/Gilberto y Getz/Gilberto '76.

## Recepción crítica
Getz/Gilberto #2 recibió críticas positivas al momento de su lanzamiento.
Stephen Cook de Allmusic escribió: "justificadamente eclipsado por el incomparable álbum Getz/Gilberto (que contó con "The Girl from Ipanema") del año anterior, Getz/Gilberto #2 todavía se mantiene con una atractiva selección de excelentes cortes de jazz y bossa nova. A diferencia de la colaboración perfecta del primer álbum de Getz, João Gilberto, Astrud Gilberto y Antônio Carlos Jobim, aquí Getz y João Gilberto se entregan en sets separados grabados en vivo en el Carnegie Hall en octubre de 1964. Respaldado por un cuarteto estelar compuesto por el vibrafonista Gary Burton, el bajista Gene Cherico y el baterista Joe Hunt, Getz presenta actuaciones brillantes en la raramente versionada balada "Tonight I'll Shall Sleep with a Smile on My Face", mientras se estira muy bien en su swinger original de blues "Stan's Blues". Con el apoyo del bajista Ketter Bets y el baterista Helcio Milito, Gilberto muestra sus sutiles talentos vocales y de guitarra en un conjunto de favoritos de bossa nova, incluyendo su propio "Bim Bom" y "Meditation" de Jobim. Un título atractivo entre las muchas salidas de bossa nova de Getz, pero no esencial. Los recién llegados definitivamente deberían comenzar con el álbum Getz/Gilberto antes de echarle un vistazo a este."
Tom Hull, crítico musical especializado en jazz le otorgó una calificación de "B" en su guía en línea Tom Hull Music Database.
La revista Billboard en su edición del 30 de abril de 1966 comentó: "el cuartento de Getz abre el álbum, grabado en vivo en el Carnegie Hall en 1964, y los tonos claros y familiares del saxofón tenor de Getz lideran el camino en "Grandfather's Waltz", "Stan's Blues" y "Here's That Rainy Day" de Jimmy Van Heusen. La suave y melódica voz de jazz de Gilberto y el excelente trabajo de guitarra resaltan la otra cara de este LP bien producido y bien interpretado."

## Recepción comercial
A diferencia de su antecesor, Getz/Gilberto #2 no tuvo impacto en las listas de popularidad y no tuvo éxito comercial. Los críticos asocian este fracaso a que fue eclipsado por su álbum anterior Getz/Gilberto lanzado en marzo de 1964. Su álbum siguiente, Getz/Almeida, corrió la misma suerte.

## Legado
Después de las grabaciones de Getz/Gilberto y conciertos en el Carnegie Hall entre 1963 y 1964, João Gilberto y Astrud Gilberto se divorciaron. João continuó en la bossa nova, destacándose los álbumes João Gilberto (1973), Amoroso (1976) y Brasil (1981). Hasta el día de hoy, es considerado el padre del género musical y uno de los referentes más importantes de la música brasileña a nivel mundial.
Por otra parte, Stan Getz fue gradualmente abandonando la bossa nova para retornar con el cool jazz que lo hizo famoso a inicios de su carrera. Sin embargo, no lo dejaría totalmente, ya que diez años después grabaría con João y Miúcha (la segunda esposa de Gilberto) el álbum The Best of Two Worlds, lanzado en 1976. Para promocionar el disco, Getz y Gilberto realizaron un concierto en el Keystone Korner en San Francisco, California, en mayo del mismo año, y sería editado y lanzado por el sello Resonance en 2016 como el álbum en vivo Getz/Gilberto '76.
Astrud Gilberto continuó desarrollando una prolífica carrera, sobre todo en la segunda mitad de los años 60 e inicios de los 70 en el sello Verve. Desde 1972, empezó a destacar como compositora, y es una activa defensora de los derechos de los animales y activista por el VIH/SIDA.

## Lista de canciones

### Versión LP
- Lado A

| N.º | Título                                          | Escritor(es)                                      | Duración |  |
| 1.  | «Grandfather's Waltz»                           | Lars Färnlöf · Gene Less                          | 4:28     |  |
| 2.  | «Tonight I Shall Sleep with a Smile on My Face» | Duke Ellington · Mercer Ellington · Irving Gordon | 2:30     |  |
| 3.  | «Stan's Blues»                                  | Stan Getz                                         | 4:35     |  |
| 4.  | «Here's That Rainy Day»                         | Jimmy Van Heusen · Johnny Burke                   | 4:00     |  |

- Lado B

| N.º | Título                 | Escritor(es)                                           | Duración |  |
| 5.  | «Samba da minha terra» | Dorival Caymmi                                         | 3:07     |  |
| 6.  | «Rosa Morena»          | Caymmi                                                 | 4:00     |  |
| 7.  | «Un abraço no Bonfá»   | João Gilberto                                          | 2:45     |  |
| 8.  | «Bim Bom»              | Gilberto                                               | 2:10     |  |
| 9.  | «Meditation»           | Antônio Carlos Jobim · Newton Mendonça · Norman Gimbel | 4:00     |  |
| 10. | «O pato (The Duck)»    | Jayme Silva · Neuza Teixeira · Jon Hendricks           | 2:19     |  |

### Versión CD
En 1993 fue lanzada la reedición de Getz/Gilberto #2 en CD, la cual incluye cinco bonus tracks, conformados por las canciones del concierto interpretadas por Stan Getz y su cuartero, Astrud Gilberto como vocalista principal y João Gilberto en guitarra y voces.
| N.º | Título                                          | Escritor(es)                                           | Duración |  |
| 1.  | «Grandfather's Waltz»                           | Lars Färnlöf · Gene Less                               | 4:59     |  |
| 2.  | «Tonight I Shall Sleep with a Smile on My Face» | Duke Ellington · Mercer Ellington · Irving Gordon      | 2:47     |  |
| 3.  | «Stan's Blues»                                  | Stan Getz                                              | 4:46     |  |
| 4.  | «Here's That Rainy Day»                         | Jimmy Van Heusen · Johnny Burke                        | 4:02     |  |
| 5.  | «Samba da minha terra»                          | Dorival Caymmi                                         | 3:09     |  |
| 6.  | «Rosa Morena»                                   | Caymmi                                                 | 4:06     |  |
| 7.  | «Un abraço no Bonfá»                            | João Gilberto                                          | 2:52     |  |
| 8.  | «Bim Bom»                                       | Gilberto                                               | 2:10     |  |
| 9.  | «Meditation»                                    | Antônio Carlos Jobim · Newton Mendonça · Norman Gimbel | 3:56     |  |
| 10. | «O pato (The Duck)»                             | Jayme Silva · Neuza Teixeira · Jon Hendricks           | 2:20     |  |
| 11. | «It Might as Well Be Spring»                    | Richard Rodgers · Oscar Hammerstein II                 | 5:53     |  |
| 12. | «Only Trust Your Heart»                         | Sammy Cahn · Benny Carter                              | 5:50     |  |
| 13. | «Corcovado (Quiet Nights of Quiet Stars)»       | Jobim · Lees                                           | 5:41     |  |
| 14. | «Garota de Ipanema (The Girl from Ipanema)»     | Jobim · Vinícius de Moraes · Gimbel                    | 7:39     |  |
| 15. | «Você e eu»                                     | Carlos Lyra · de Moraes                                | 3:28     |  |

## Personal

### Producción
- Producido por Creed Taylor por Verve Records.
- Ingeniería (dirección): Val Valentin.
- Ingeniería (grabación): Rudy Van Gelder.
- Masterización: Tom Ruff.
- Notas de álbum (versión original): James T. Maher.
- Notas de álbum (relanzamiento): Mary Cleere Haran.
- Pintura (carátula): Olga Albizu.
- Diseño de carátula: Acy Lehman.
- Dirección de arte: Sheryl Lutz-Brown.
- Diseño: Shawn Wilson-Bunyan.
- Supervisión (relanzamiento): Michael Lang.

### Músicos
Pistas 1 a 4
- Stan Getz - saxofón tenor
- Gary Burton - vibráfono
- Gene Cherico - contrabajo
- Joe Hunt - batería

Pistas 5 a 10
- João Gilberto - voz y guitarra
- Keter Betts - contrabajo
- Helcio Milito - batería

Pistas 11 a 15
- Astrud Gilberto - voz principal
- Stan Getz - saxofón tenor
- João Gilberto - guitarra y voces
- Gary Burton - vibráfono
- Gene Cherico - contrabajo
- Joe Hunt - batería